# Penthosiosoma picitipenne
Penthosiosoma picitipenne är en tvåvingeart som beskrevs av Townsend 1926. Penthosiosoma picitipenne ingår i släktet Penthosiosoma och familjen parasitflugor. Inga underarter finns listade i Catalogue of Life.